# هواپیمایی فارس ایر قشم
فارس ایر قشم یک شرکت هواپیمایی باربری در ایران است که دفتر مرکزی آن در جزیره قشم قرار دارد و فرودگاه دیرستان قطب این شرکت هواپیمایی محسوب می‌شود. این شرکت در حال حاضر فعال است. این شرکت هواپیمایی و ماهان‌ایر جزو لیست تروریستی اسرائیل و اتحادیه اروپا قرار دارند که برای سپاه پاسداران انقلاب اسلامی به ونزوئلا تسلیحات و قاچاق جابه‌جا می‌کند.
این شرکت با شرکت هواپیمایی قشم متفاوت است.

## تاریخچه
شرکت هواپیمایی فارس ایر قشم در دی ماه ۱۳۸۲ به منظور حمل و نقل بار و مسافر با انواع هواپیماها در داخل و خارج از کشور با سرمایه بخش خصوصی تأسیس گردید. دفتر مرکزی در جزیره قشم و دفتر دیگر در تهران مستقر می‌باشد.

## مقصدهای پروازی

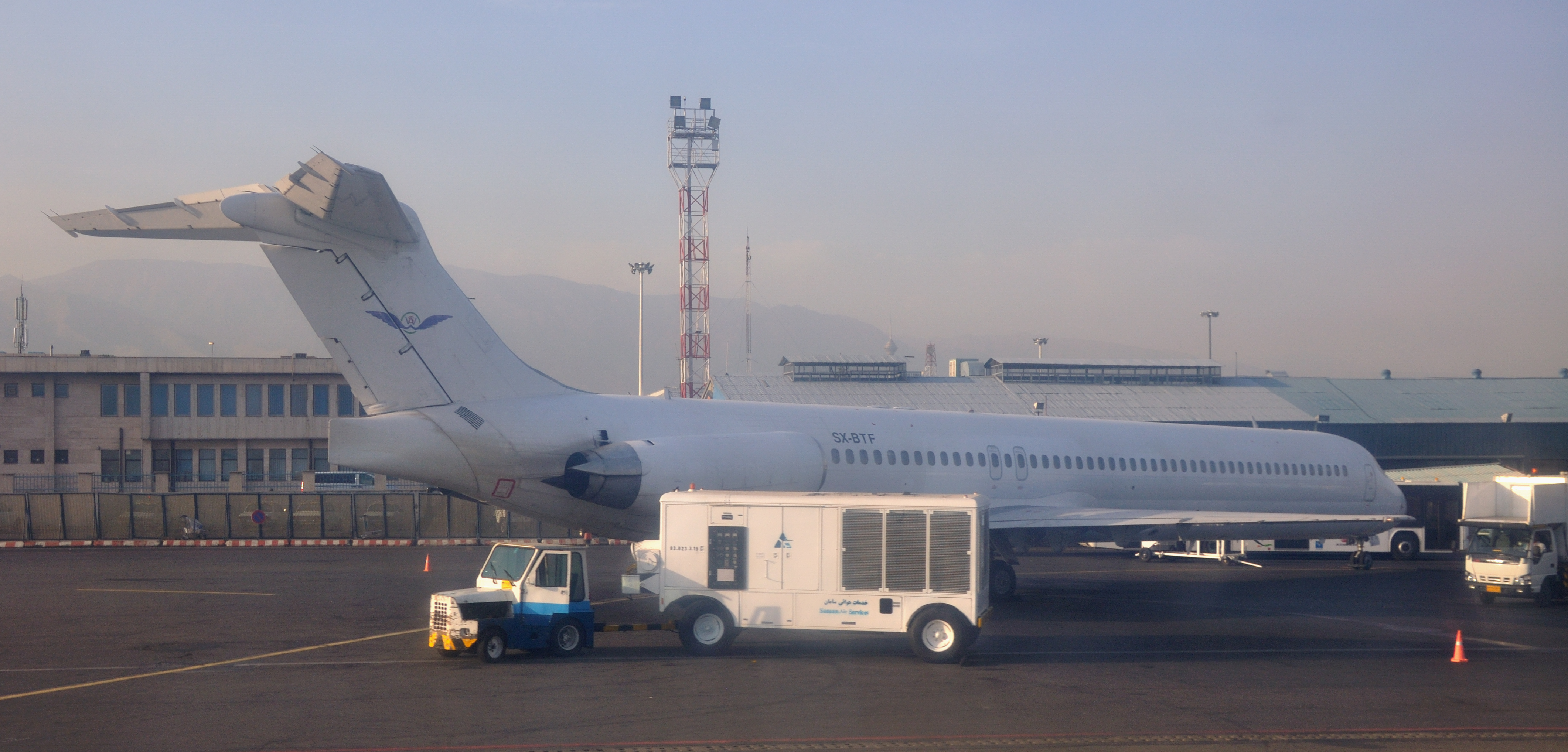
یک فروند مک‌دانل داگلاس ام‌دی-۸۰ سابق فارس ایر قشم در تهران فرودگاه بین‌المللی مهرآباد، ایران. (۲۰۱۰)

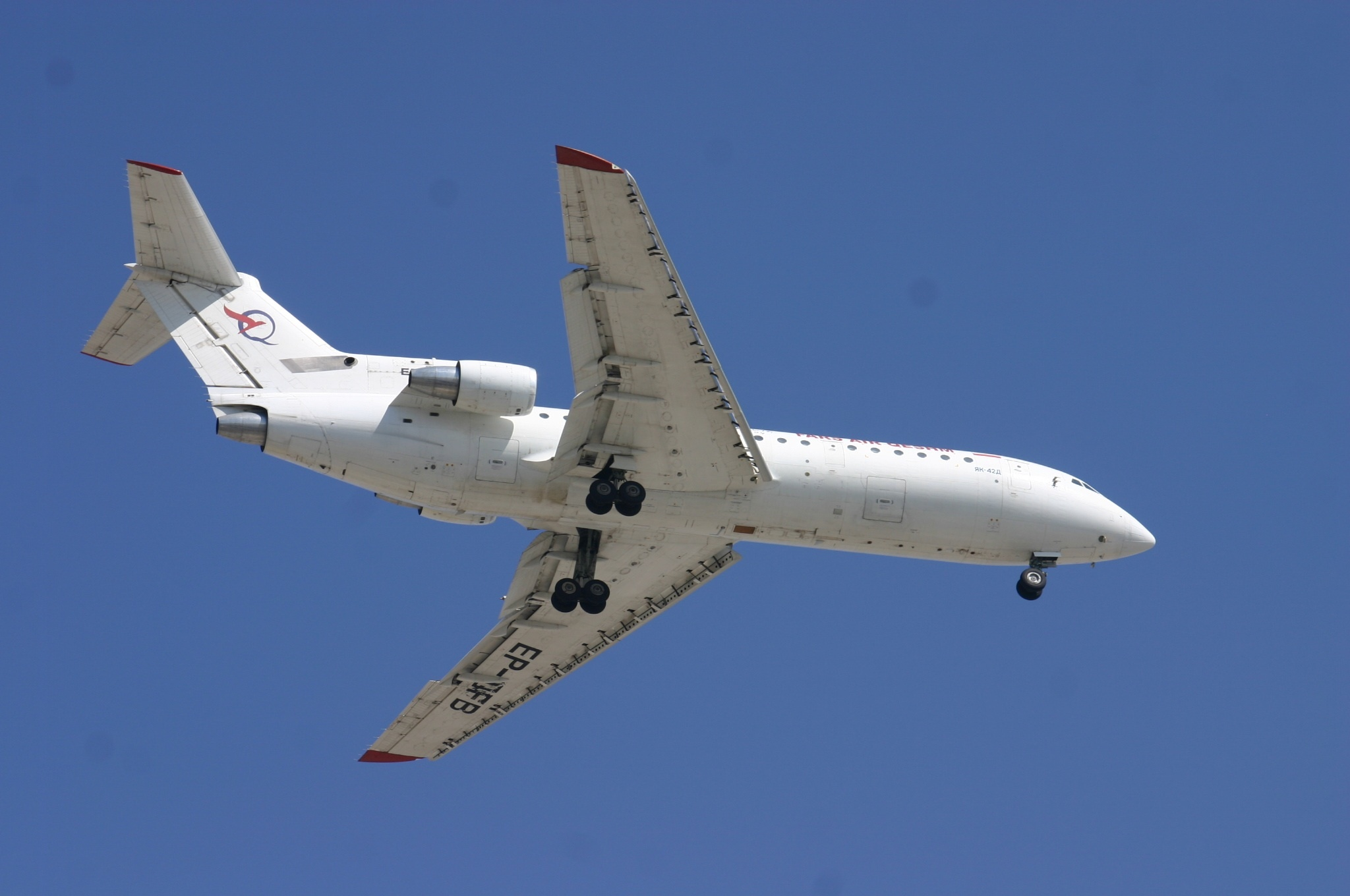
یک فروند یاکوولف یاک-۴۲ سابق فارس ایر قشم در حال فرود در فرودگاه بین‌المللی دوبی، امارات متحده عربی. (۲۰۱۲)

مقصدهای پروازی فارس ایر قشم به شرح زیر است:
| [Base]  | قطب        |
| [Focus] | شهر کانونی |

## ناوگان[۳]
- ۲ فروند بوئینگ ۷۴۷ سری ۲۰۰ کارگو